# Richard Deacon (Künstler)
Richard Deacon (* 15. August 1949 in Bangor/Wales) ist ein Künstler (Objekte, Installationen, Keramik).

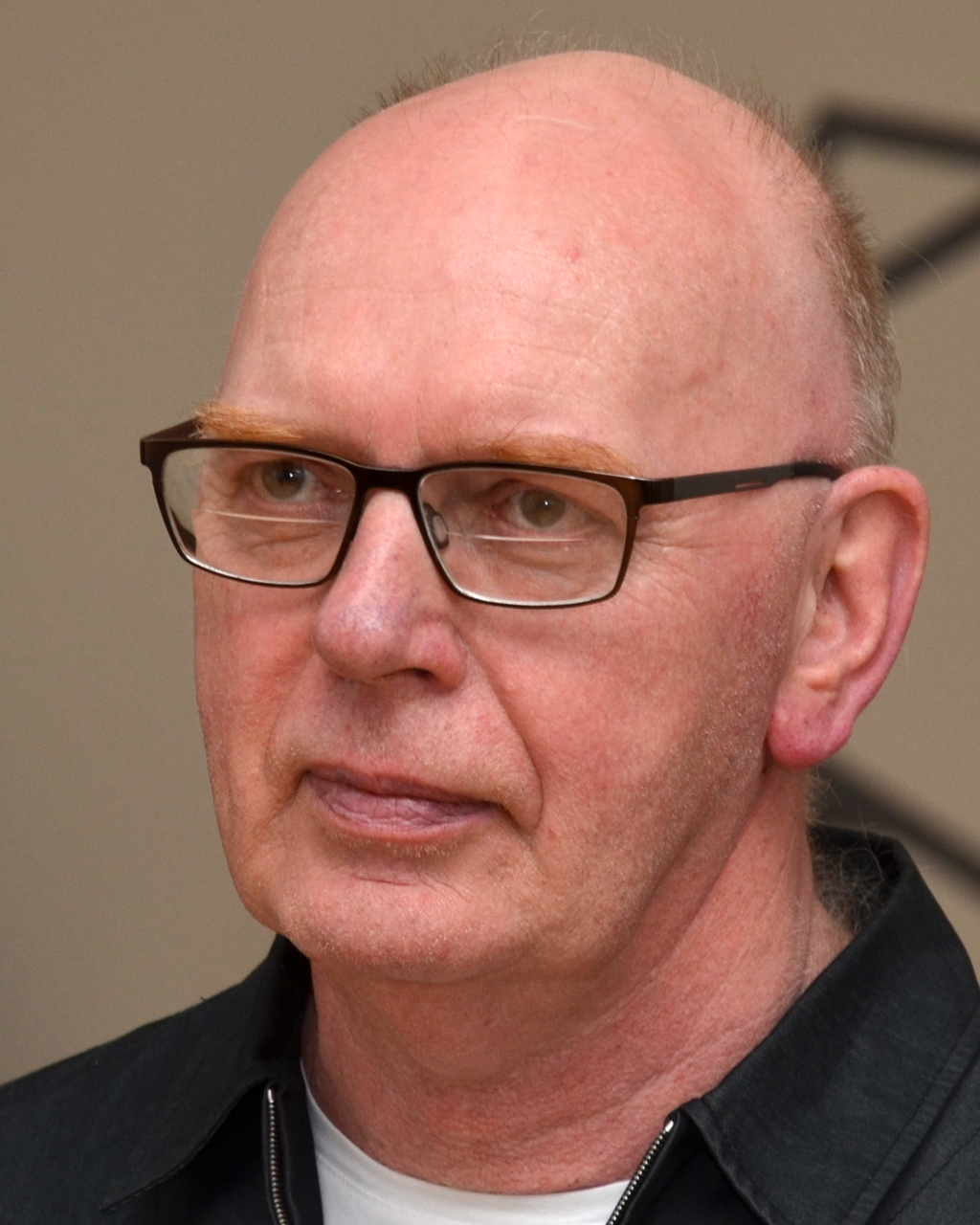
Richard Deacon (2017)

## Biografie
Richard Deacon besuchte von 1968 bis 1969 das Somerset College of Art, Taunton, und von 1969 bis 1972 die St Martins School of Art, London. 1974 bis 1977 studierte er am Royal College of Art, London. 1977/1978 folgte ein Studium der Kunstgeschichte und Philosophie an der Chelsea School of Art, London.
Seit 1977 ist Deacon Gastdozent unter anderem an der Central School of Art & Design, London, der Chelsea School of Art, London, der Sheffield City Polytechnic, der Bath Academy of Art, der Winchester School of Art, des Ateliers 63, Haarlem und Amsterdam, der Hochschule für Angewandte Kunst, Wien und der Bezalel Academy of Arts and Design, Jerusalem sowie als Berater der Rijksakademie van beeldende kunsten, Amsterdam.
1978/1979 folgte ein zweiter Aufenthalt in den USA, der von Deacon als künstlerischer Wendepunkt bezeichnet wurde. Seit 1999 ist er Professor an der École nationale supérieure des beaux-arts, Paris. Vertreten wird Richard Deacon unter anderem durch die Galerie Marian Goodman, New York, und Galerie Thaddaeus Ropac, Paris. 2009 wurde Deacon zum Professor für Bildhauerei an die Kunstakademie Düsseldorf berufen. Richard Deacon lebt und arbeitet in New York und London.

## Ausstellungen und Werke

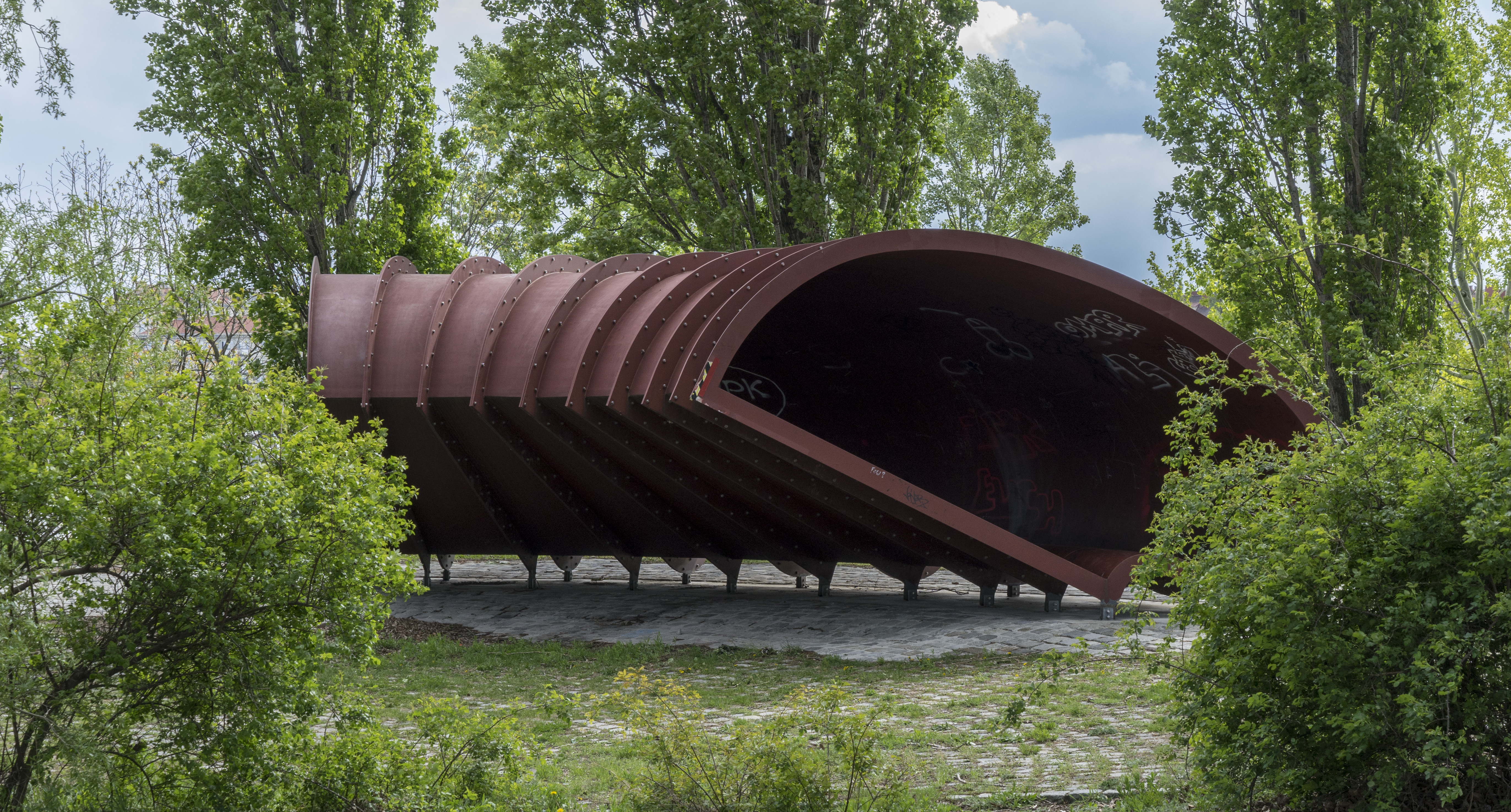
Skulptur Zeitweise, 1993, Wien

- Seit 1970: Teilnahme an verschiedene Gruppenausstellungen weltweit, darunter an der Nouvelle Biennale de Paris (1985), Sonsbeek ‘86, bei Arnheim (1986), documenta IX (1992) und den Skulptur.Projekte Münster 1997
- 1978: erste Einzelausstellung in The Gallery, Brixton, London; seitdem Einzelausstellungen und Retrospektiven in Galerien und Museen weltweit, darunter den Riverside Studios (1984), der Tate Gallery London (1985), dem Museum Haus Lange und Museum Haus Esters, Krefeld (1991), dem Museum Würth, Künzelsau (1995/1996)[2], der Whitechapel Art Gallery, London (1998), der Tate Gallery Liverpool (1999), dem PS1 New York (2001), dem Arp Museum Bahnhof Rolandseck (2006), dem Stedelijk Museum, Amsterdam (2008), dem Sprengel Museum, Hannover (2011)
- Seit 1990: Auftragsarbeiten im öffentlichen Raum unter anderem in Toronto, Auckland, Krefeld, Villeneuve d’Ascq, Wien, Antwerpen, Tokio, Beijing, Haarlem, Paris, San Francisco und New York.
- 2014: Form and Colour ?, Galerie Thaddaeus Ropac, Salzburg Villa Karst.
- 2014: Richard Deacon, Tate Britain, London[3].
- 2014: Gripping, die Skulptur aus Sandguss-Aluminium steht als Teil des Projekts »Skulpturstopp« vor der Fjellhallen in Gjøvik, Norwegen[4]
- 2016: Richard Deacon. Drawings and Prints 1968 – 2016, Museum Folkwang (Gastkurator Julian Heynen)
- 2016: Richard Deacon. "Under The Weather", Skulpturenhalle Neuss (kuratiert von Dieter Schwarz)
- 2016/2017: Richard Deacon. On The Other Side, Langen Foundation Neuss
- 2017: About Time. Ernst-Franz-Vogelmann-Preis für Skulptur 2017, Kunsthalle Vogelmann, Heilbronn, 29. Oktober 2017 bis 25. Februar 2018

## Auszeichnungen und (Ehren-)Ämter
- 1987: Turner Preis (1984 bereits nominiert)
- 1992–1997: Trustee der Tate Gallery, London
- 1995: Robert-Jacobsen-Preis der Stiftung Würth
- 1996: Chevalier des Arts et Lettres, Ministère de la culture, France
- Seit 1998: Mitglied der britischen Royal Academy of Arts
- 1999: Ernennung zum Commander of the Order of the British Empire
- 2004: Will-Grohmann-Preis der Akademie der Bildenden Künste, Berlin
- 2005: Ehrendoktorwürde der University of Leicester
- 2009: Professor der Kunstakademie Düsseldorf
- 2010: Mitglied der Akademie der Künste in Berlin
- 2017: Ernst-Franz-Vogelmann-Preis für zeitgenössische Skulptur, Heilbronn

## Filme
- Richard Deacon – In Between, Porträt, Deutschland 2013, 30 Minuten